# 斯拉維亞莫茲里足球俱樂部
斯拉維亞莫茲里足球俱樂部（FK Slaviya Mazyr）是白俄羅斯的一家足球俱樂部。主場位於莫濟里。球隊參加白俄羅斯足球超級聯賽的賽事。

## 外部連結
- Official website
- Fan website （页面存档备份，存于）
- UEFA.com （页面存档备份，存于）